# Komet Shoemaker-Levy 9
Komet Shoemaker-Levy 9 (SL9, formalno D/1993 F2) je bil komet, ki je leta 1994 trčil v Jupiter in tako omogočil prvo neposredno opazovanje trka dveh teles Sončevega sistema (izvzemši Zemljo). Trk je bil izdatno medijsko pokrit. Astronomi so s podrobnim opazovanjem prišli do novih spoznanj o Jupitru in njegovi atmosferi, pokazala pa se je tudi vloga Jupitra kot odstranjevalca vesoljskih ostankov v Sončevem sistemu.
Komet so odkrili astronomi Carolyn in Eugene M. Shoemaker ter David Levy. Shoemaker-Levy 9 so določili v noči na 24. marca 1993 s fotografije, ki jo je posnel Observatoriju Palomar.
SL9 je bil sestavljen iz kosov, velikih do 2 km. Predvidevajo, da so ga raztrgale Jupitrove plimske sile med enim od bližnjih srečanj julija 1992. Kosi kometa so med 16. in 22. julijem 1994 padli na Jupitrovo južno poloblo s hitrostjo okrog 60 km/s. Posledice trka so se na Jupitru poznale še več mesecev, opazovalci so opisali, da so bolj vidne kot velika rdeča pega.